# Roger John Traynor
Pour les articles homonymes, voir Traynor.
Roger John Traynor (12 février 1900 – 14 mai 1983) servit en qualité de 23e Chief Justice de la Cour suprême de Californie de 1964 à 1970, et comme Associate Justice de 1940 à 1964. Il fut un juriste respecté nationalement. 
Il est généralement reconnu par la communauté américaine des juristes comme le plus brillant juge dans l'histoire de la magistrature de la Californie et comme l'un des meilleurs juges de l'histoire des États-Unis.